# Gideon (Band)
Gideon ist eine ehemals christliche, US-amerikanische Hardcore-Punk-Band aus Tuscaloosa.

## Geschichte
Gideon wurde 2008 von Daniel McWhorter (Gesang), Daniel McCartney (Gitarre), Blake Hardman (Gitarre), Timmy Naugher (E-Bass), und Jake Smelley (Schlagzeug) gegründet. 2010 veröffentlichte die Band ihre erste EP Gideon als Eigenproduktion. Kurz darauf wurde das Label Facedown Records auf die Band aufmerksam und nahm sie unter Vertrag. Ihr Debütalbum Costs erschien am 1. März 2011. Aufgrund des Vertrages mit Facedown Records war es möglich, vor größerem Publikum aufzutreten. Unter anderem gab es Konzerte beim Facedown-Fest und Cornerstone-Festival. Es folgte eine US-Tournee als Vorband für Counterparts.
2012 erschien das zweite Album Milestone. 2013 startete die Band ihre erste Europa-Tour als Headliner.

## Stil
Die Band spielt aggressiven Melodic Hardcore an der Grenze zum Metalcore. Gesangstechnisch wird weitestgehend auf das sogenannte Shouting und Gangshouting zurückgegriffen. Ebenfalls werden wiederholt Mosh-Parts und Breakdowns in die Songstrukturen eingebaut. Vergleichsgrößen sind Snapcase und Earthmover sowie The Ghost Inside.

## Diskografie

### Alben
- 2011: Costs (Facedown Records)
- 2012: Milestone (Facedown Records)
- 2014: Calloused (Facedown Records)
- 2017: Cold (Equal Vision)
- 2019: Out of Control (Equal Vision)
- 2023: More Power. More Pain. (Equal Vision)

### EPs
- 2010: Gideon (Selbstveröffentlichung)